# Pavel Zářecký
Pavel Zářecký (* 21. dubna 1940 Mělník) je český politik a právník. V letech 2009–2010 zastával funkci ministra a předsedy Legislativní rady vlády v kabinetu Jana Fischera (nestraník, navržen ČSSD).

## Osobní život
V 50. letech pracoval jako poštovní úředník. Roku 1957 absolvoval střední školu v Příboře. V roce 1964 ukončil Právnickou fakultu Univerzity Karlovy, obor právo. Roku 1968 získal titul doktor práv (JUDr.) a v roce 1990 obhájil kandidátskou práci (CSc.). V letech 1966–1969 byl členem Komunistické strany Československa, poté již nikdy nevstoupil do žádné strany. V letech 1966 až 1969 pracoval jako vědec ve Vojenské politické akademii Klementa Gottwalda. Poté postupně působil v Ústavu státu a práva Československé akademie věd (1969–71), na Institutu průmyslové výchovy (1971–79) a v Ústavu státní správy (1979–1990). Po sametové revoluci zastával funkce náměstka v několika úřadech, nejdříve na ministerstvu vnitra České republiky (1990–1992 a opět 1998–2005), poté u místopředsedy vlády ČR (1992–1996) a nakonec na ministerstvu spravedlnosti (1996–1998). Od 25. dubna 2005 do 16. srpna 2006 byl ministrem bez portfeje a předsedou legislativní rady vlády Jiřího Paroubka. Mimoto přednášel na pražské i plzeňské právnické fakultě, byl členem vědeckých rad Západočeské univerzity v Plzni a Policejní akademie.
Následně se stal vedoucím katedry veřejné správy a práva a ředitelem Institutu vzdělávání na Vysoké škole mezinárodních vztahů a veřejné správy v Praze.
Dne 30. listopadu 2009 jej prezident republiky Václav Klaus jmenoval ministrem a předsedou Legislativní rady vlády České republiky.
V lednu 2014 prezident Miloš Zeman prohlásil, že hodlá Zářeckého nominovat do funkce veřejného ochránce práv. Nakonec tak ale neučinil, protože Zářecký kandidaturu z rodinných důvodů odmítl.
Je ženatý, má jednu dceru.